# Béat Louis de la Tour-Châtillon de Zurlauben
Béat Louis de la Tour-Châtillon de Zurlauben (... – Zugo, 5 gennaio 1730) è stato un militare svizzero, uno dei membri più importanti di una famiglia di militari svizzeri, che morendo lasciò, oltre a diverse figlie, un solo figlio maschio Béat Fidèle Antoine Jean Dominique de la Tour-Châtillon de Zurlauben, divenuto il più noto esponente di tutta la casata.

## Biografia
Fu figlio cadetto di Béat Jacques II de la Tour-Châtillon de Zurlauben e fratello di Béat-François Placide de la Tour-Châtillon de Zurlauben, combatté in un reggimento svizzero alcune campagne militari nelle Fiandre e nel 1708 si trovò a combattere nella Battaglia di Oudenaarde.